# 官也街
官也街位處澳門氹仔市中心地帶；長150米、闊5米。南與施督憲正街（Rua Direita Carlos Eugénio）、告利雅施利華街（Rua Correia da Silva）成T字型相交，北與地堡街（Rua do Regedor）、消防局前地成T字型相交，是澳門新興的著名景點之一，每年吸引的遊客不計其數。
官也街的由來是紀念澳門的第81任總督官也。
官也街是澳門首個行人專用區，於1983年6月1日實施。官也街被闢為行人專用區，澳葡政府將狹窄道路加以裝飾，從此成為興旺的遊客區。由於手信店、食店、甜品店等店鋪都集中在此街，不少遊客都在此及地堡街品嘗美食，並在巴波沙總督前地遊覽富有法國文藝復興色彩的飲用水噴泉——「和麗女神噴泉」。

## 氹仔舊城區臨時行人專用區
由於節假日期間，氹仔舊城區的市面人流及車流預計較為繁忙，特區政府跨部門聽取社團意見，共同協作做好人流及交通管理。因此決定首次在春節期間在氹仔舊城區設置臨時行人專用區。範圍由飛能便度街與素啤古街交界（「嘉模泳池」站前），至告利雅施利華街與巴坡沙總督街交界（路氹歷史館） ，當中包括兵房斜巷至嘉路士米耶馬路部份路段。步行區舉行期間，同步實施多項臨時交通措施，包括實施車輛封閉交通及於輕軌排角站近氹仔牌坊增設臨時重型客車上落客區；多個巴士站於實施臨時行人專用區期間暫停使用，包括「泉悅花園」、「嘉模泳池」、「氹仔官也街」、「氹仔中葡小學」站，期間設置相應站點，其中於巴波沙總督前地、鄰近氹仔中葡小學位置設臨時站，供11及28A路線停靠。

## 公共交通

### 公共巴士
T320 氹仔官也街（Rua do Cunha）
路線：11、15、22、28A、30、33、34
T323 黑橋／地堡街（Ponte Negra／R. do Regedor）
路線：11、15、22、28A、30、33、34
T440 松樹尾總站（Chun Su Mei／Terminal）
路線：37

### 輕軌
- █  氹仔線排角站（步行約8分鐘）

## 圖片集

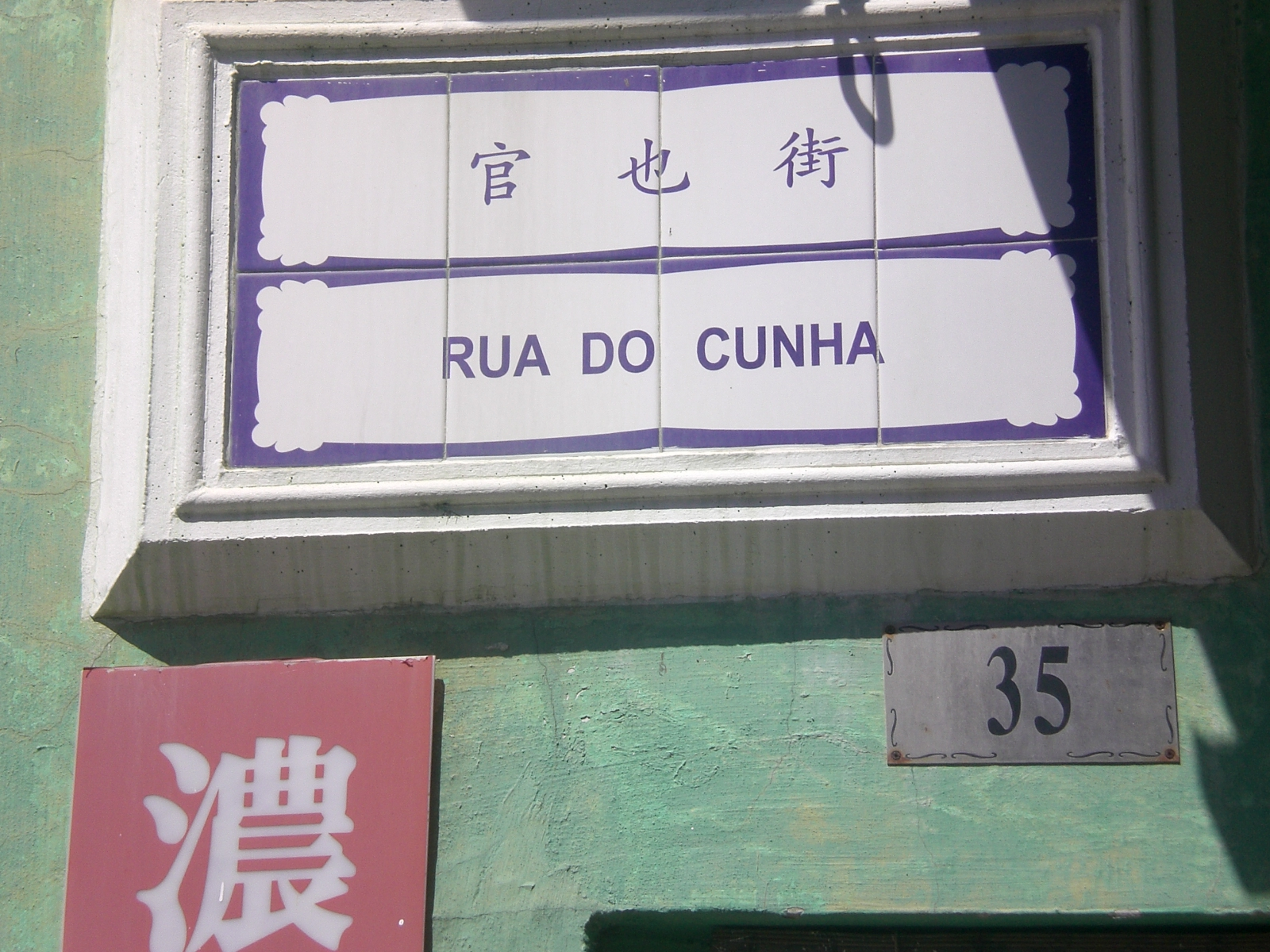
官也街
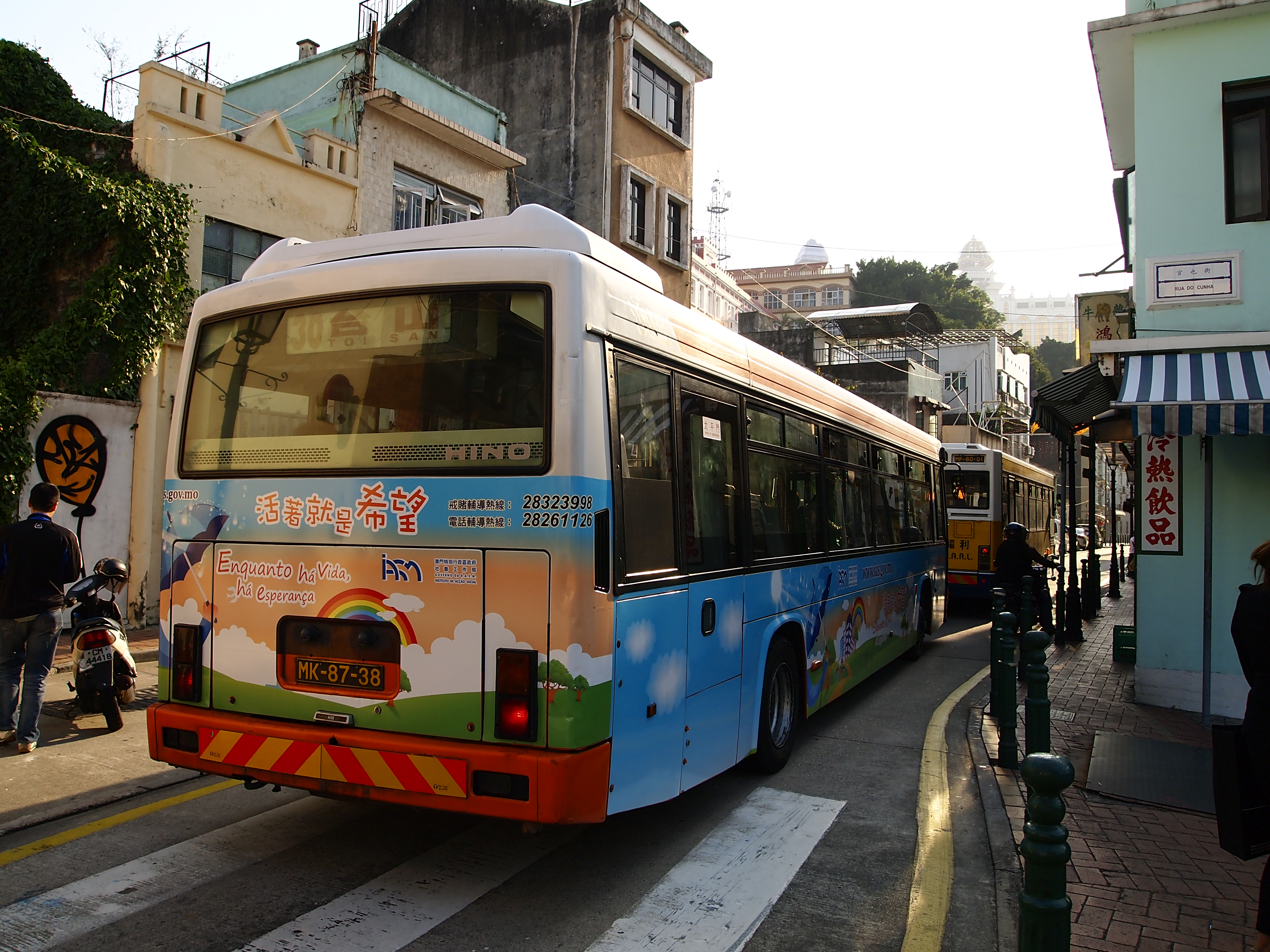
巴士駛經官也街
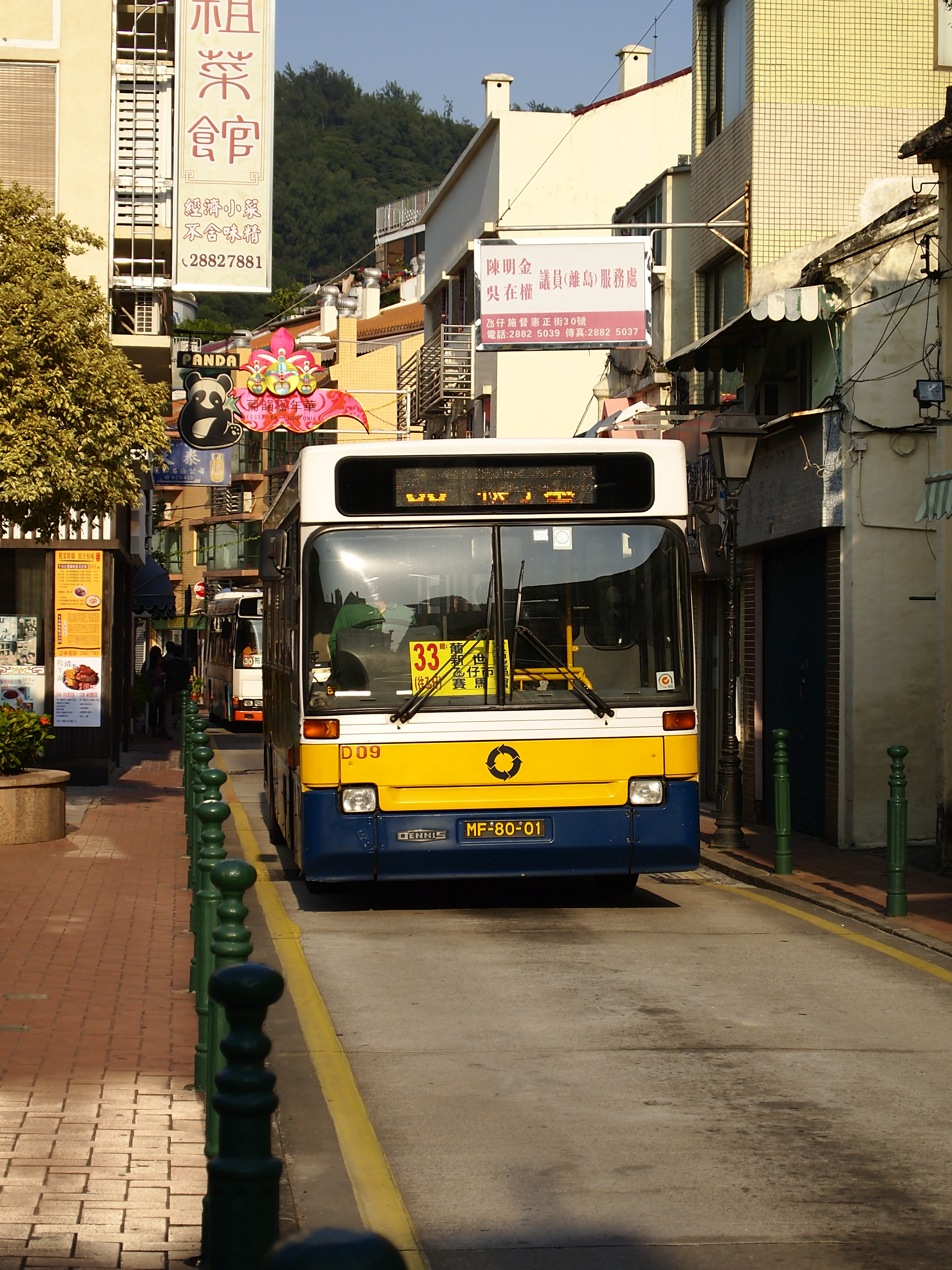
新福利英國丹尼士飛標巴士駛經官也街
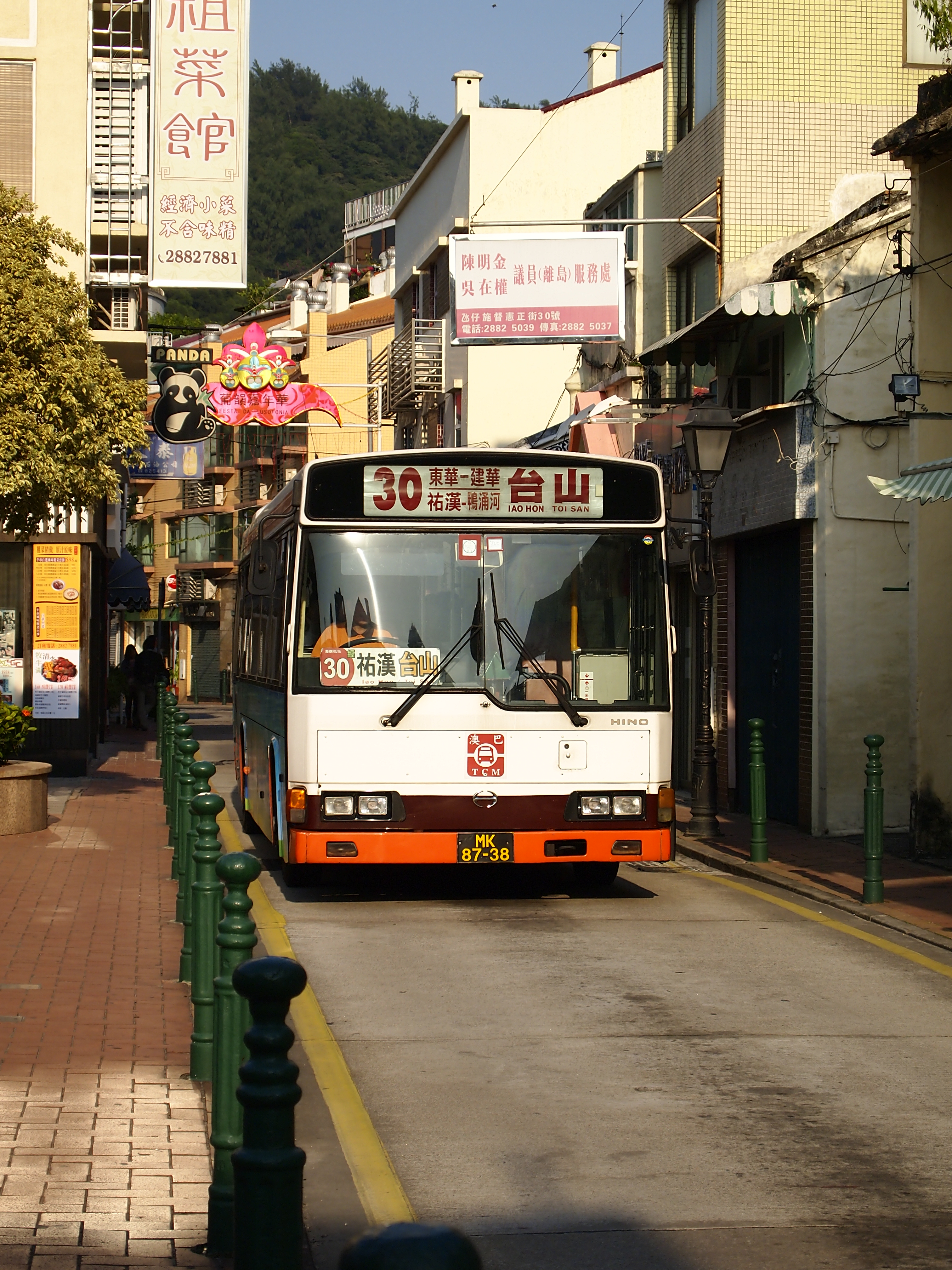
澳巴日本日野駛經官也街

## 鄰近
- 澳門運動場
- 龍環葡韻住宅式博物館
- 氹仔市政街市

## 外部連結
- “農曆新年氹仔舊城區臨時行人專用區”專頁 （页面存档备份，存于）